# Pfarrkirche Langegg

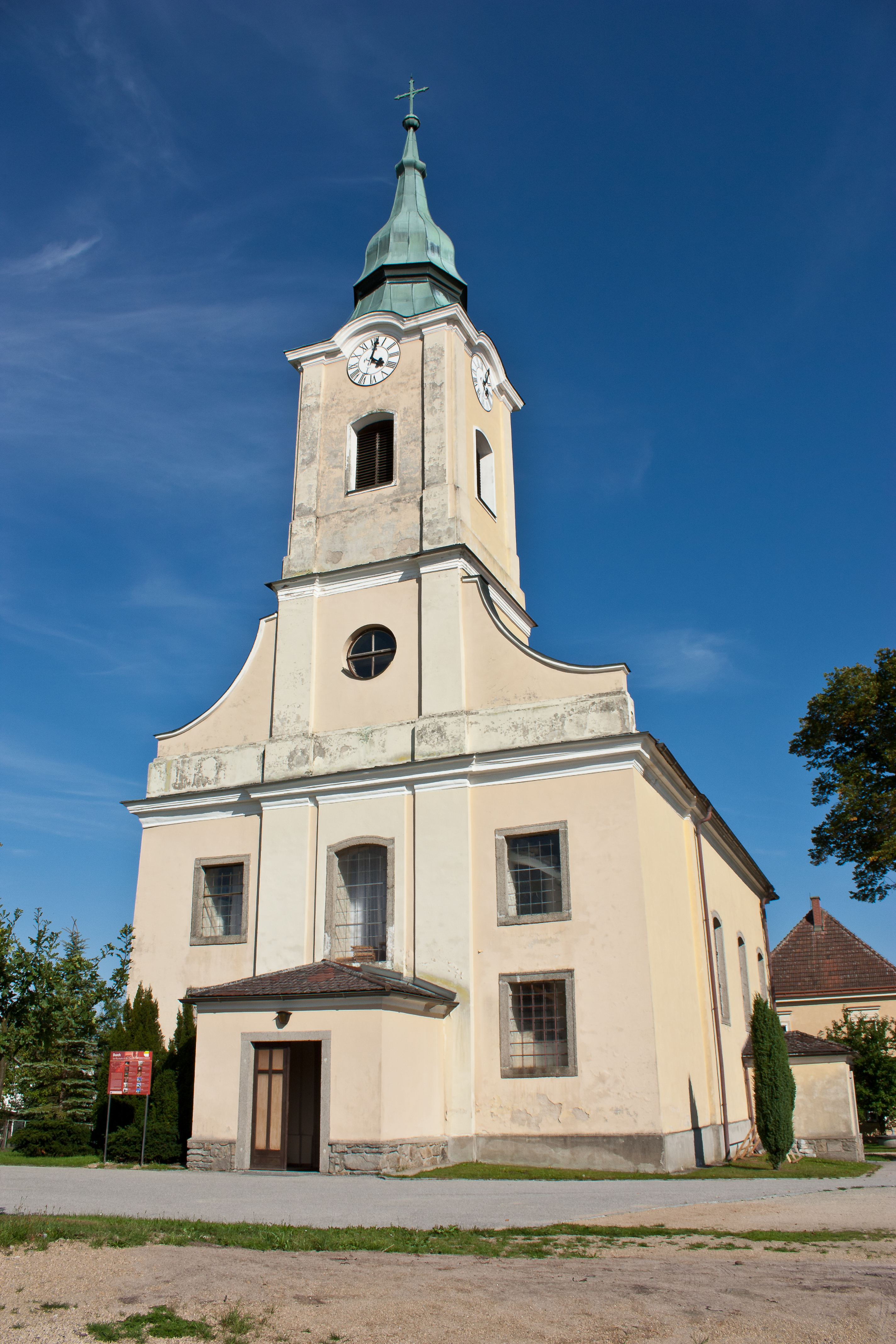
Pfarrkirche Mariä Himmelfahrt in Langegg

Die römisch-katholische Pfarrkirche Langegg steht im Ort Langegg in der Stadtgemeinde Schrems in Niederösterreich. Die Pfarrkirche Mariä Himmelfahrt gehört zum Dekanat Gmünd in der Diözese St. Pölten. Die Kirche steht unter Denkmalschutz.

## Geschichte
Der josephinische Kirchenbau mit einem Saalraum und Westturm wurde 1784 mit der Erhebung zur Pfarre von 1786 bis 1790 erbaut. Um 1900 war eine Renovierung.

## Architektur
Das dreiachsige Langhaus und der eingezogene fünfseitige Chor hat Flachbogenfenster. Der quadratische Westturm mit Glockenhelm ist in die Giebelfassade mit Pilastergliederung eingefügt. Nordseitig am Chor ist ein Sakristeianbau.
Das Kircheninnere zeigt das Langhaus und den Chor mit Flachdecken über einem Kehlgesims auf in der Saalmitte aufgedoppelten Pilastern. Die Saalecken sind gerundet. Der eingezogene gedrückte Triumphbogen hat Pilaster. Die Deckenmalerei Marianisches Erlösungsprogramm im Langhaus mit Entwurfszeichnung in Verwahrung malte Maria Sturm (1957).

## Ausstattung
Der Hochaltar zeigt das Bild Mariä Himmelfahrt und trägt die seitlichen barocken Figuren Anna und Joachim.
Eine gotische Schnitzfigur Maria mit Kind um 1480 wurde 1786 aus der Dominikanerkirche Krems hierher übertragen.
Das Orgelgehäuse ist aus der 2. Hälfte des 19. Jahrhunderts. Die seinerzeitige Orgel von Franz Capek aus 1906 wurde 2004 durch eine neue Orgel von Walter Vonbank mit 13 Registern und 2 Manualen ersetzt.